# Bataille de Cumes
La bataille de Cumes est une bataille navale qui a eu lieu en 474 av. J.-C. alliant les flottes de Cumes à celle de Hiéron Ier de Syracuse, piégeant dans la nasse de la baie de Naples la quasi-totalité de la flotte étrusque lors de sa seconde tentative de destruction de la forteresse de Cumes.
Elle s'est terminée par l'annihilation totale de la flotte étrusque (ce qui pourrait être une des causes de l'effondrement rapide de sa puissance économique), alors que ses cités dominaient jusqu'alors le commerce maritime méridional, et permit aux Romains, aux Samnites et aux Gaulois de s'en partager la dépouille.
Cette défaite entraîna une baisse d'activité commerciale qui s'observe dans la baisse de qualité et de quantité d'objets funéraires dans les tombes et nécropoles après -450.
Dans un dernier sursaut, les Étrusques s'allièrent en -415 aux Athéniens pour tenter sans succès de se venger de l'intervention de Syracuse lors de l'expédition de Sicile.
Hiéron offrit une armure et un casque étrusque au sanctuaire d'Olympie en commémoration de cette victoire écrasante.
Cette bataille renforça la domination maritime de Syracuse, qui va, par la suite, entrer en conflit avec Athènes.
L'Étrurie de Campanie qui était déjà privée de liaisons terrestres par les peuples italiques était définitivement isolée de l'Étrurie du Nord et des villes côtières de Caeré et Tarquinia qui perdirent un gros volume de trafic commercial ainsi que leur prestige maritime.